# 姫が滝
姫が滝（ひめがたき）は、滋賀県東近江市、愛知川佐目子谷川の支流に掛かる滝。総落差は約70m。

## 概要
鈴鹿山脈の水舟ノ池（標高約957m）あたりを源流とする佐目子谷川の支流にある滝で、佐目子谷川の本谷と出合う直前に掛かっている。また佐目子谷川は、イブネ（標高1145m）、クラシ(標高1169m)あたりを源流とし、永源寺ダムで愛知川に合流している谷である。滝の下に立って見える下3段と、右に折れ曲がった先にある4段目を加えて計4段の段瀑で、総落差約70m。滋賀県一の総落差を誇る比良山地の楊梅の滝76mに匹敵する大きさの滝である。

## 登山史
- 2023年10月、小阪健一郎らが2日間かけて登攀に成功した[2]。

## 関連
- 楊梅の滝